# Bahrain Victorious Development Team
Bahrain Victorious Development Team is een Bahreinse wielerploeg die is opgericht in 2013 als Cycling Team Friuli. In 2019 verkreeg de ploeg een continentale status. De ploeg is sinds 2025 een opleidingsploeg van Bahrain Victorious.

## Bekende oud-renners
Giovanni Aleotti (2019-2020)
 Davide Bais (2019-2020)
 Mattia Bais (2019)
 Jonathan Milan (2019-2020)
 Nicolò Buratti (2021-2023)
 Fran Miholjević (2021-2022)
 Sergio Tu (2022)
 Max van der Meulen (2024)

## Renners
| Naam                 | Geboortedatum    | Nationaliteit | Ploeg 2024                               |
| -------------------- | ---------------- | ------------- | ---------------------------------------- |
| Elia Andreaus        | 14 april 2006    | Italië        | Team F.lli Giorgi ASD                    |
| Marco Andreaus       | 25-09-2003       | Italië        |                                          |
| Santiago Basso       | 26 mei 2006      | Italië        | Bustese Olonia ASD                       |
| Alessandro Borgo     | 06-02-2005       | Italië        |                                          |
| Kasper Borremans     | 21 augustus 2006 | Finland       | Cannibal-Victorious U19 Development Team |
| Thomas Capra         | 03-02-2005       | Italië        |                                          |
| Leonardo Consolidani | 6 mei 2006       | Italië        | Work Service Team Coratti                |
| Seth Dunwoody        | 24 april 2006    | Ierland       | Cannibal-Victorious U19 Development Team |
| Nolan Huysmans       | 7 januari 2006   | België        | Cannibal-Victorious U19 Development Team |
| Ahmed Madan          | 25 augustus 2000 | Bahrein       | Bahrain-Victorious                       |
| Lorenzo Mottes       | 15-09-2005       | Italië        |                                          |
| Ahmed Naser          | 14-10-2000       | Bahrein       |                                          |
| Bryan Olivo          | 04-01-2003       | Italië        |                                          |
| Jakob Omrzel         | 21 maart 2006    | Slowakije     | Adria Mobil Juniors                      |
| Yoshiki Terada       | 23 januari 2002  | Japan         | Shimano Racing                           |

## Overwinningen
2017
1e etappe Carpathian Couriers Race: Alessandro Pessot
Eindklassement Carpathian Couriers Race: Alessandro Pessot
2019
La Popolarissima: Nicola Venchiarutti
Trofeo Edil C: Giovanni Aleotti
8e etappe Baby Giro: Nicola Venchiarutti
Ruota d'Oro: Nicola Venchiarutti
2020
5e etappe Baby Giro: Jonathan Milan
2021
Proloog Carpathian Couriers Race: Fran Miholjević
2022
GP Goriška & Vipava Valley: Fran Miholjević
3e etappe Ronde van Sicilië: Fran Miholjević
Proloog Carpathian Couriers Race: Nicolò Buratti
1e etappe Carpathian Couriers Race: Fran Miholjević
Eindklassement Carpathian Couriers Race: Fran Miholjević
Grote Prijs van Poggiana: Nicolò Buratti
GP Ezio del Rosso: Nicolò Buratti
1e etappe (TTT) Giro della Regione Friuli Venezia Giulia: (Buratti, Miholjević, Milan, Olivo, Stockwell)
4e etappe Giro della Regione Friuli Venezia Giulia: Nicolò Buratti
2023
1e etappe (TTT) Carpathian Couriers Race: Andreaus, Bortoluzzi, Bruttomesso, De Cassan, Olivo
4e etappe Carpathian Couriers Race: Alberto Bruttomesso
GP Gorenjska: Davide De Cassan
2e etappe Ronde van de Elzas: Daniel Skerl
Proloog Ronde van Szeklerland: Marco Andreaus
1e etappe Ronde van Szeklerland: Daniel Skerl
2024
La Popolarissima: Daniel Skerl
GP Adria Mobil: Žak Eržen
2e etappe Ronde van de Isard: Max van der Meulen
2e etappe Ronde van de Oise: Daniel Skerl
GP Kranj: Roman Ermakov
Ruota d'Oro: Roman Ermakov
2025
I feel Slovenia VN Adria Mobil: Žak Eržen
Gent-Wevelgem/Kattekoers-Ieper: Alessandro Borgo
Jongerenklassement Ronde van Małopolska: Kasper Borremans
Circuito del Porto-Trofeo Internazionale Arvedi: Žak Eržen
4e etappe Giro Next Gen: Seth Dunwoody
Eindklassement Giro Next Gen: Jakob Omrzel
Jongerenklassement Giro Next Gen: Jakob Omrzel

### Nationale kampioenschappen
2020
 Italiaans kampioen tijdrijden, beloften: Jonathan Milan
 Italiaans kampioen op de weg, beloften: Giovanni Aleotti
2021
 Kroatisch kampioen tijdrijden, beloften: Fran Miholjević
2022
 Kroatisch kampioen tijdrijden, elite: Fran Miholjević
2023
 Italiaans kampioen tijdrijden, junioren: Bryan Olivo
2024
Bahreins kampioen op de weg, elite: Ahmed Naser
Bahreins kampioen tijdrijden, elite: Ahmed Naser
2025
 Sloveens kampioen op de weg, elite: Jakob Omrzel